# 貝露庭爾王后
貝露庭爾王后（Queen Berúthiel）是英國作家托爾金奇幻小說裡的角色，主要在《未完成的故事》裡登場，而在《魔戒》裡也有簡單提及。

## 生平
她具有黑暗努曼諾爾人血統，來自昂巴以南的一個內陸城市，相信她和剛鐸國王塔拉農·法拉斯特的婚姻是出於政治目的。托爾金以「惡毒、孤寂及無情」來形容她，她與塔拉農·法拉斯特無所出，最後，塔拉農·法拉斯特與她分開，將她驅逐，她遂返回故鄉。
貝露庭爾王后因其所飼養的貓隻而惡名昭彰，事實上，那些貓隻是她的間諜，在《未完成的故事》裡是這麼描述的：
|  | 她有九隻黑貓和一隻白貓，都是她的奴隸，能夠閱取牠們的記憶，以貓隻來探取剛鐸不為人知的秘密……那隻白貓負責監察著黑貓，並折磨牠們。沒有人斗膽接觸牠們，全都懼怕牠們，看見牠們的人都會受到詛咒。 |

她接連不斷的陰謀終迫使塔拉農·法拉斯特將她驅逐，她的名字被剔除在帝王傳記內（但人們對她仍有深刻的印象），塔拉農·法拉斯將她及她的貓隻以船隻送出大海：
|  | 那只船最後被看到在彎月底下通過昂巴，一隻貓爬到桅頂上，另有一隻在船首處露出腦袋 |

1966年，托爾金在一次專訪裡提供了更多有關貝露庭爾王后的訊息：
|  | 她返回了那個內陸城市。那些黑暗努曼諾爾人很討厭貓，她也不例外，但貓總是跟隨著他們或者跳上他們身上，你知道為甚麼牠們喜歡纏著討厭牠們的人嗎？我的一位朋友有類似的情況。恐怕貝露庭爾王后會折磨那些貓隻來取樂，她會利用一些貓隻，訓練牠們在夜間為她作奸犯科，偵察她的敵人。 |

她返回家鄉後，再度融入在黑暗努曼諾爾人的文化和作風，其他有關她的事跡就不得而知了。
在小說《魔戒》首部《魔戒現身》裡，亞拉岡曾以貝露庭爾王后的貓來比喻甘道夫：
|  | 他比貝露庭爾王后的愛貓，還更能夠在黑暗中找到出路 |

這可能說明貝露庭爾王后及她的貓隻在魔戒聖戰時期已成為流行故事。

## 概念和創作
托爾金在1966年的訪問中表示：他起初在寫《魔戒》時對貝露庭爾王后一無所知，但後來逐漸地構思出這個角色。